# Canon antichar de 47 mm modèle 1931
Die Canon antichar de 47 mm modèle 1931 (vollständig: Canon anti-char de 47mm Fonderie Royale de Canons Modèle 1931) war eine Panzerabwehrkanone, die im Jahre 1931 für die belgische Armee entwickelt worden war. Nach ihrem Kaliber von den Soldaten als "'Quat’sept" (vier sieben) bezeichnet, war die Kanone erstmals 1940 während des Westfeldzuges in Belgien im Einsatz.

## Versionen
Die Infanterie und die leichten Truppen (Kavallerie, Radfahrtruppen, Kradschützen usw.) wurden mit geringfügig unterschiedlichen Modellen ausgestattet. Während das Modell der Infanterie über schwerere Vollgummiräder verfügte, war die leichte Version wegen der besseren Beweglichkeit mit Luftbereifung bestückt. Das Geschütz konnte auch in feste Abwehrstellungen wie Bunker eingebaut werden. So fand es sich ebenfalls in den Befestigungen am Albert-Kanal. Weiterhin wurde das Geschütz im belgischen Panzerjäger T13 in den Versionen 1.2C, B2.2C und B3 und im Canon antichar automoteur Vickers-Carden-Loyd Mk. VI verwendet.

## Beschreibung

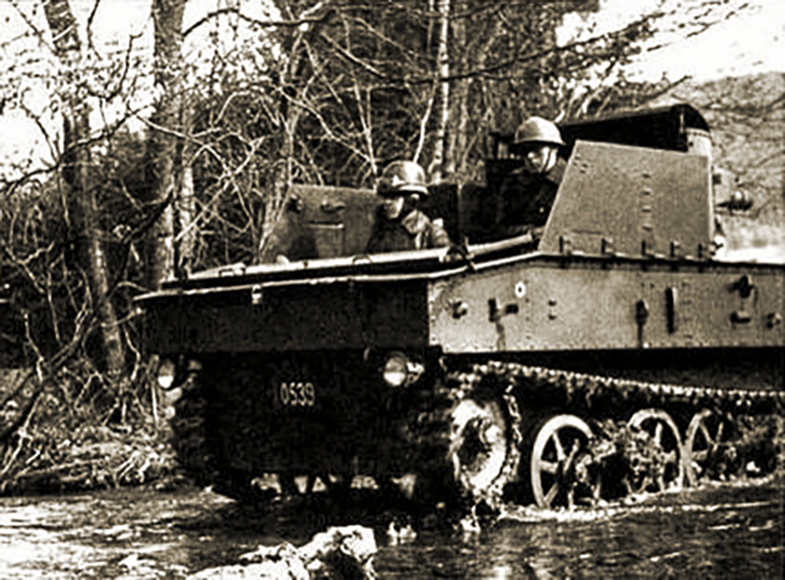
Panzerjäger T-13. Die 47-mm-Kanone kann bei dieser Ausführung nur über das Heck abgefeuert werden.

Für die Zeit, in der die Kanone entwickelt wurde, erreichte sie bereits beeindruckende Leistungen, besonders was ihre französischen und deutschen Gegenstücke betraf – die 3,7-cm-PaK 36 und die Canon léger de 25 antichar SA-L mle 1937. Bei der Durchschlagskraft auf mittlere Entfernungen übertraf sie auch die britische Ordnance QF 2-Pfünder.
- Durchschlagskraft: 47 mm Panzerstahl auf 300 Meter mit einer 1,52 kg schweren AP-Granate
- Gewicht des Geschützes: 515 Kilogramm (deutsche 3,7-cm-Pak: 327 Kilogramm)
- Rohrlänge: 1,6 Meter (L 33)
- Patrone: QF 47 × 280 mm R
- Zugmaschine:

„Vickers Utility B armoured tractor“ in den Infanterieeinheiten
„Ford Marmon Herrington armoured tractor“ in den Kavallerieeinheiten

## Einsatzgeschichte

### Belgien
Mehr als 750 der Geschütze wurden an die belgische Armee ausgeliefert und befanden sich während der deutschen Offensive in der Verwendung. Alle aktiven Einheiten der Infanterie und Kavallerie sowie die der ersten Reserve und die Einheiten des Grenzschutzes waren damit ausgerüstet. Jedes der Infanterieregimenter bestand aus drei Schützenbataillonen und einem schweren Bataillon. Das schwere Bataillon war in drei schwere Kompanien gegliedert, von denen eine mit der 47-mm-Kanonen ausgerüstet war. Dank ihrer hohen Durchschlagskraft konnten die Geschosse der Kanone die Front der deutschen Panzer III und Panzer IV auf eine Distanz von 500 Metern durchschlagen.

### Deutschland
Die deutsche Bezeichnung für die erbeuteten Geschütze lautete: 4,7 cm Pak 185(b). Einige wenige wurden im Atlantikwall an der belgischen Küste und auf den Kanalinseln positioniert.

### Ungarn
Einige hundert der von den Deutschen erbeuteten Geschütze wurden 1940/1941 an Ungarn abgegeben, um deren Mangel an Panzerabwehrkanonen während der Operation Barbarossa zu beheben. Die Wirksamkeit war beschränkt, da die sowjetischen Panzer inzwischen so stark gepanzert waren, dass die Wirkung der Kanonen immer mehr nachließ. Sie wurden dann aus dem Einsatz herausgezogen und nur noch zu Ausbildungszwecken verwendet.